# Forcipomyia tavetae
Forcipomyia tavetae är en tvåvingeart som beskrevs av Jean-Jacques Kieffer 1913. Forcipomyia tavetae ingår i släktet Forcipomyia och familjen svidknott.
Artens utbredningsområde är Kenya. Inga underarter finns listade i Catalogue of Life.